# Raphaël Grenier-Benoît
 (juillet 2014).
Si vous disposez d'ouvrages ou d'articles de référence ou si vous connaissez des sites web de qualité traitant du thème abordé ici, merci de compléter l'article en donnant les références utiles à sa vérifiabilité et en les liant à la section « Notes et références ».
Raphaël Grenier-Benoit est un acteur canadien né le 29 juillet 1996 à Montréal, . 
Il est connu pour son rôle d'Olivier (Oli) Parent dans le téléroman québécois Les Parent, diffusée sur ICI Radio-Canada Télé de 2008 à 2016.

## Biographie

### Jeunesse et études
Raphaël Grenier-Benoit naît le 29 juillet 1996 à Montréal (Québec), où il grandit. À partir de 2016, il étudie le droit à l'université McGill. Il intègre ensuite l'université d'Oxford pour y obtenir une maîtrise en droit constitutionnel.

### Carrière
En 2004, il joue le rôle de Jean-Pierre dans l'émission La Vie rêvée de Mario Jean, puis fait quelques apparitions dans l'émission jeunesse Tactik ainsi que dans la série Le Club des Doigts Croisés où il incarne Elliot. Raphaël est aussi apparu au théâtre, à la radio et dans quelques autres productions. Sa formation en art dramatique, en chant et en danse[Où ?] lui a permis de jouer dans ces productions.
Durant l'été 2010, il fait une chronique pour adolescent sur les ondes de V et en 2011 il en fait une sur l'émission télévisé Pour le plaisir.
En lien avec la télésérie Les Parent, Raphaël se retrouve dans une entrevue radio sur le réseau Rock Détente.
En 2009 et en 2010, la télésérie Les Parent ayant gagné un prix au gala des prix Gémeaux, Raphaël souligne le travail acharné des gens « dans l'ombre » qui ne sont jamais nommés. Il remet aussi un prix avec les deux garçons qui jouent ses frères dans la télésérie, soit Joey Scarpellino et Louis-Philippe Beauchamp.
Depuis l'été 2011, Raphaël est associé au Club des petits déjeuners du Québec et il est le porte parole lors des portes ouvertes du château Ramsey en 2012[réf. nécessaire].
En 2013, Raphaël Grenier-Benoit anime une série documentaire intitulée Raphaël, citoyen du monde, diffusée à l'antenne de TFO, dans le cadre de laquelle il rencontre des jeunes francophones s'impliquant dans leur communauté ou à l'étranger. Les 26 épisodes de la série ont été tournés au Canada, aux États-Unis, au Costa Rica, au Pérou, au Togo, au Burkina Faso et au Bénin.